# Cho Oyu
De Cho Oyu (Tibetaans: ཇོབོདྦུཡག, wylie: jo-bod-bu-yag, letterlijk: turquoise godin; Chinees: 卓奥友山, hanyu pinyin: Zhuó'àoyǒu Shān of 乔乌雅峰, pinyin: Qiáowūyǎ Fēng, Nepalees: चो यु, Choyu) is een achtduizender in de Himalaya.
De berg ligt in de centrale Himalaya, niet ver van de Mount Everest en vormt de meest westelijke pijler van de Mahalangur Himal in de Himalaya. De grens tussen Tibet en Nepal loopt over de top van de Cho Oyu.
De Cho Oyu staat na een nieuwe meting in 1984 op de 6e plaats in de lijst van achtduizenders. De meting van 1996 gaf een hoogte van 8188 meter aan. De beklimming van de Cho Oyu geldt als relatief eenvoudig voor een berg hoger dan 8000 meter.

## Beklimmingsgeschiedenis
In 1952 verkende Edmund Hillary de noordwesttoegang van de Cho Oyu. In 1954 lukte het een Oostenrijkse expeditie onder leiding van Herbert Tichy zonder extra zuurstof de berg voor het eerst te beklimmen. In 1958 herhaalde een Indische expeditie de beklimming. In 1985 vond door een Poolse expeditie, die hiervoor de zuidpijler aan de Nepalese kant gebruikte, de eerste winterbeklimming plaats. Deze route geldt nog steeds als een van de moeilijkste. De meest gebruikelijke route gaat vanuit Tibet via de westflank naar de top. 
De eerste Nederlander op de top was Bart Vos in 1987. Katja Staartjes en Hans van der Meulen bereikten de top in 1998 met de eerste grote Nederlandse expeditie. De Nederlandse bergbeklimmer Ronald Naar overleed op 22 mei 2011 op de Cho Oyu.
Arnold Coster is de enige Nederlander die drie maal de Cho Oyu beklommen heeft. De laatste keer was op 3 oktober 2011.